# Chappes, Allier

Chappes este o comună în departamentul Allier din centrul Franței. În 1 ianuarie 2022 avea o populație de 231 de locuitori.